# 列支敦士登峡谷
列支敦士登峡谷（Liechtensteinklamm）是一个非常狭窄的峡谷，位于奥地利萨尔茨堡州南50公里处的阿尔卑斯山。峡谷大约长4公里、深300米。峡谷的得名是为了纪念列支敦士登王子约翰内斯二世，因为他在1875年为峡谷修建了一条道路。